# Manoir de Stang-al-Lin
Le manoir de Stang-al-Lin, surnommé « le château rose » en raison de la couleur de ses murs, est un manoir datant de 1903, se trouvant dans la commune de Concarneau dans le Finistère.

## Histoire
Le conseiller général du canton de Concarneau Gustave Bonduelle achète en 1902 des terres issues du domaine de Keriolet dans la commune de Beuzec-Conq et y fait construire l'année suivante le manoir de Stang-al-Lin.
Le manoir est la propriété de la famille Denier. Le manoir n'est actuellement pas ouvert au public.
Il existe une copie de son architecture, la villa Le Castel au Touquet-Paris-Plage ou l'immeuble Méllotée à Châteauroux